# ムアンサケーオ郡
座標: 北緯13度48分53秒 東経102度4分19秒 / 北緯13.81472度 東経102.07194度
ムアンサケーオ郡（ムアンサケーオぐん）はタイ中部・サケーオ県の郡（アムプー）である。同県の県庁所在地（ムアン）でもある。

## 名称
サケーオとは「ガラスの池」という意味である。

## 歴史
1919年カビンブリ郡の管轄下の分郡（キンアムプー）としてサケーオ分郡が創設された。その後1958年7月23日、郡（アムプー）に昇格した。
1993年にサケーオ郡を含む周辺の郡が県として独立すると、サケーオ郡は県庁所在地となり、ムアンサケーオ郡と改称した。

## 地理
郡南部はバーンパコン川の形成した平地である。郡内の主な水源も同河川である。北部は山岳地帯となっており、世界遺産に登録されたパーンシーダー国立公園として保護されている。
交通はタイ国鉄が通っている。また、国道33号線が東西に通っており東にアランヤプラテート方面、西はプラーチーンブリー方面と通じる。国道3462号線が北に延びておりコーンブリー方面と、国道317号線が南に延びておりチャンタブリー方面と、国道359号線が西に延びておりサナームチャイケート方面と通じる。

## 経済
郡内の主な産業は農業で、タピオカ、ユーカリノキ、ザボン、トウモロコシ、サントールなどが生産されている。

## 行政区分
郡は8のタムボンに分かれ、さらにその下位に124の村（ムーバーン）がある。自治体（テーサバーン）があり、以下のようになっている。
- テーサバーンムアン・サケーオ・・・タムボン・サケーオとタムボン・ターカセームの一部
- テーサバーンタムボン・ターカセーム・・・タムボン・ターカセームの一部
- テーサバーンタムボン・サーラーラムドゥワン・・・タムボン・サーラーラムドゥワンの一部

また郡内には8つのタムボン行政体（オンカーンボーリハーンスワンタムボン）がある。以下のリストで欠番のタムボンは現在分離し、カオチャカン郡を形成している郡である。
1. タムボン・サケーオ・・・ตำบลสระแก้ว
2. タムボン・バーンケン・・・ตำบลบ้านแก้ง
3. タムボン・サーラーラムドゥワン・・・ตำบลศาลาลำดวน
4. タムボン・コークピーコーン・・・ตำบลโคกปี่ฆ้อง
5. タムボン・ターイェーク・・・ตำบลท่าแยก
6. タムボン・ターカセーム・・・ตำบลท่าเกษม

1. タムボン・サクワン・・・ตำบลสระขวัญ

1. タムボン・ノーンボーン・・・ตำบลหนองบอน